# Komisja Filmowa
Komisja Filmowa – jednostka doradcza Ministra Spraw Wewnętrznych powołana w celu badania wartości filmów przeznaczonych do wyświetlania. Ustanowienie komisji filmowej pozostawało w ścisły związku z ustawą z 1934 r. o filmach i ich wyświetlaniu, która  miała za zadanie popieranie krajowej wytwórczości filmowej i opieki nad filmami jako czynnikiem służącym kulturze państwowej, społecznej i artystycznej. Filmami w rozumieniu ustawy były naświetlone taśmy kinematograficzne. 

## Badanie filmów przez Komisję
Badanie filmów obejmowało: tytuł filmu, jego treść oraz wszelkie z filmem bezpośrednio łączące się słowa mówione, śpiewane lub pisane, jak również dźwięki. Badaniu podlegały także pozostające w związku z wyświetlaniem filmów środki reklamy (fotosy, diafolie, plakaty ilustrowane).
Inne środki reklamy nie podlegały badaniu, winny one jednak odpowiadać ściśle tytułowi i treści filmu. Przed młodzieżą poniżej lat 18 wolno było wyświetlać tylko filmy, których wyświetlanie uznano wyraźnie dla niej za dozwolone. Publiczne wyświetlanie filmów przed dziećmi poniżej lat 6 było zabronione.

## Rola Komisji Filmowej
Przy Ministerstwie Spraw Wewnętrznych ustanowiono Komisję Filmową i Wyższa Komisja Filmowa, która badała filmy i środki reklamy, przedstawione jej przez Ministerstwo Spraw Wewnętrznych. Od odmownej decyzji służyło stronie sprzeciw do władz, które wnieść należało w ciągu 14 dni od doręczenia decyzji. Za badanie filmów ubiegających się o pozwolenie zobowiązano uiścić opłatę, której wysokość i sposób uiszczania opłat ustalało rozporządzenie wydane przez Ministra Spraw Wewnętrznych w porozumieniu z Ministrem Przemysłu i Handlu oraz Ministrem Skarbu.

## Skład Komisji Filmowej
Komisja Filmowa składała się z urzędników, wyznaczonych do czynności badania filmów przez Ministerstwo Spraw Wewnętrznych. Komisja urzędowała w kompletach po dwóch członków, z których jeden przewodniczył.

## Skład Wyższej Komisji Filmowej
Wyższa Komisja Filmowa składało się z przewodniczącego i dwóch członków, w tej liczbie co najmniej jednego prawnika. Przewodniczącego i członków Wyższej Komisji Filmowej mianował Minister Spraw Wewnętrznych spośród podwładnych urzędników.
W skład Komisji wchodzili nadto:
- przy badaniu filmów, przeznaczonych do wyświetlania przed młodzieżą oraz filmów, których ocena mogła interesować Ministra Wyznań Religijnych i Oświecenia Publicznego ze względu na jego kompetencję, - członek mianowany przez Ministra Wyznań Religijnych i Oświecenia Publicznego,
- przy badaniu filmów o treści wojskowej lub związanej z życiem wojska jako członek - delegat Ministerstwa Spraw Wojskowych.

## Obowiązki Komisji
Do obowiązków Komisji należało ustalenie, czy w badanym przypadku nie należy z powodów odmówić:
- pozwolenia na publiczne wyświetlanie filmów lub ich części, w całym Państwie lub na niektórych jego obszarach,
- zatwierdzenia środków reklamy.

Filmy, przedstawiające krajobrazy lub aktualności (zdarzenia) dnia, badano bez rozprawy.